# Meettechniek

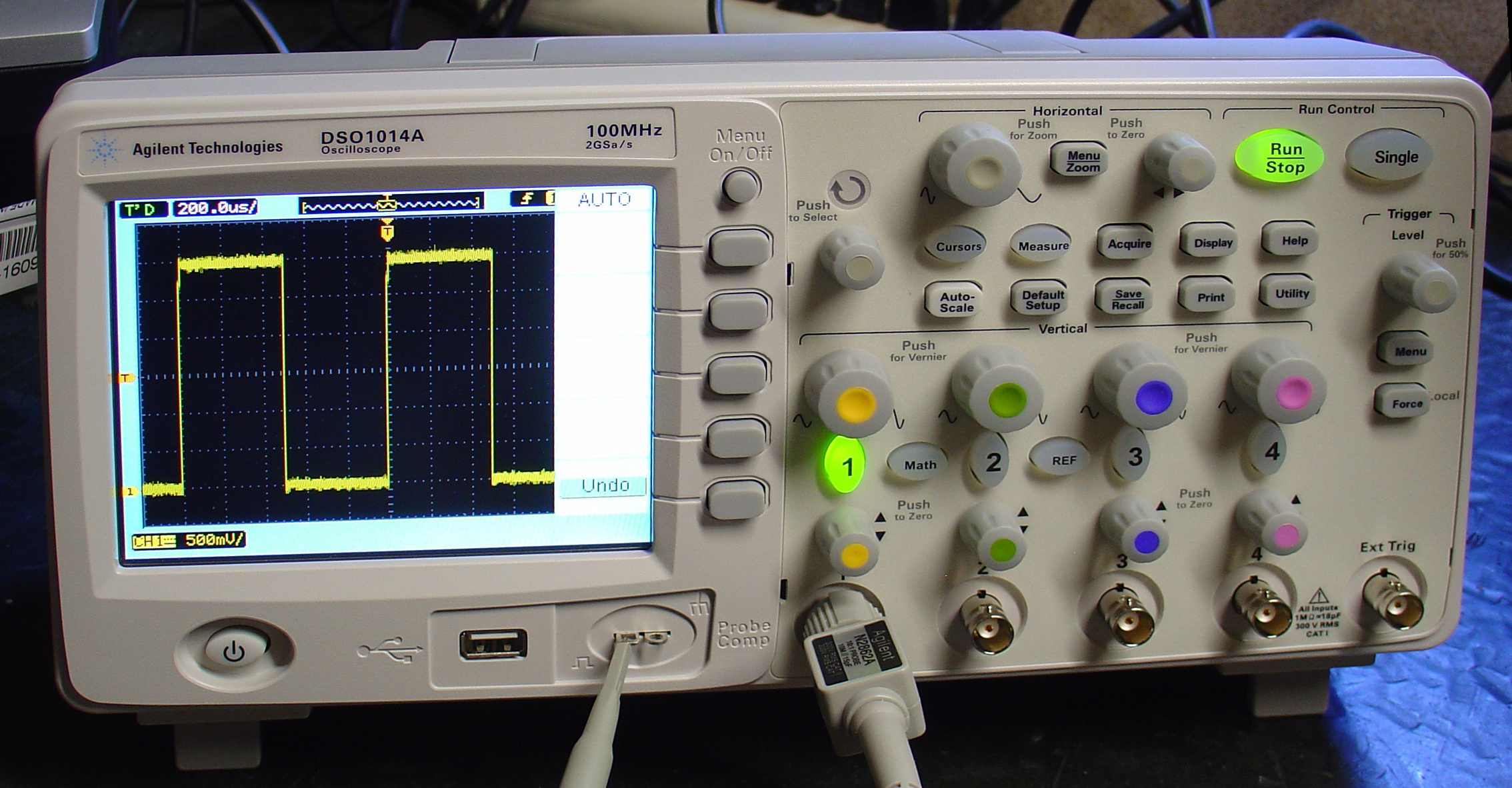
Een oscilloscoop

Een meettechniek is een  methode waarmee, met behulp van een meetinstrument, een meetbare eigenschap van een materiaal of een constructie bepaald kan worden. Zo'n eigenschap wordt  een grootheid genoemd. Door de meting wordt van deze grootheid de numerieke waarde vastgelegd (gekwantificeerd) en uitgedrukt in een bijpassende eenheid.

## Voorbeeld
In een bepaalde toestand is een eigenschap van een vloeistof: de temperatuur. Dit is een grootheid die kan worden uitgedrukt (vergeleken met) een eenheid, bijvoorbeeld de eenheid °C (graden Celsius). Er wordt een meettechniek gebruikt om van de grootheid 'temperatuur' de numerieke waarde te bepalen. Dit gebeurt door een thermometer die geijkt is in graden Celsius, enige tijd in de vloeistof te steken en vervolgens de aangegeven waarde af te lezen.
De verschillende vakgebieden hebben vaak voor het vakgebied specifieke meettechnieken ontwikkeld, zoals:
- Meettechnieken (geluid)
- Geometrische meettechniek bij de fabricage van verwisselbare onderdelen